# Limnonectes limborgi
Limnonectes limborgi är en groddjursart som först beskrevs av Sclater 1892.  Limnonectes limborgi ingår i släktet Limnonectes och familjen Dicroglossidae. IUCN kategoriserar arten globalt som otillräckligt studerad. Inga underarter finns listade i Catalogue of Life.